# Amanita parcivolvata
Amanita parcivolvata, también conocida como falsa amanita mosca sin anillo, es un hongo que produce cuerpos fructíferos que se parecen vagamente a los de Amanita muscaria. Sin embargo, se diferencia por la ausencia de un anillo, por los depósitos volvales en su pie/base y por sus estrías pileales. En ocasiones carece por completo de bulbo en el estípite, y en su lugar sólo se estrecha hasta un punto en el suelo con depósitos volvales pulverulentos en su superficie. Su longitud oscila entre los 3 y los 12 cm. Es de ocasional a común en el sureste de los Estados Unidos, apareciendo principalmente en bosques de Quercus (robles), aunque se ha observado en bosques con una mezcla de coníferas y robles.

## Taxonomía
Esta Amanita pertenece al subgénero Amanita y a la sección Amanita. Fue descrita por primera vez por Charles Horton Peck en 1900 como Amanitopsis parcivolvata. Murrill la colocó en el género ya desaparecido, Vaginata, en 1910, comparándola con los especímenes locales de Vaginata plumbea en Blacksburg, Virginia, y encontrándola distinta.  Sin embargo, no se describió formalmente en la literatura hasta 1913. J.E. Gilbert la incluyó en el género Amanita en 1941, donde reside hasta hoy.

## Descripción
Capuchón: El pileo es de color rojo brillante, de 3 a 12 cm de diámetro, con verrugas que van del amarillo pálido al blanco. Con la lluvia, éstas pueden desprenderse, lo que le da un aspecto algo similar al de una Amanita de la sección Caesareae desde la distancia, especialmente si todo, excepto el sombrero, está cubierto de detritos.
Láminas: Las láminas son de color blanco a amarillo pálido, muy espaciadas, libres del estipe, y a veces con un margen dentado.
Estípite: De 3 a 12 cm de longitud y unos 1,5 cm de anchura, con restos de volva de color amarillo pálido a blanco a lo largo del estipe. La volva, si es que puede llamarse así, está bastante poco desarrollada en comparación con otros miembros de Amanita.
Características microscópicas: Según Rod Tulloss, las esporas de Amanita parcivolvata miden (8,4-) 9,1-11,5 (-12,6) X (5,6-) 6,3-7,9 (-8,0) μm, son inamilares y los basidios rara vez tienen fíbulas en las bases.
Reacciones químicas: Con el KOH, el color rojo de la tapa se desvanece rápidamente a un color naranja y luego amarillo.